# 西萨克拉门托 (加利福尼亚州)
西萨克拉门托（英語：West Sacramento），是位於美国加利福尼亚州优洛县的一座城市。建市于1987年1月1日，面积 大约为21.43平方英里 (55.5平方公里)。根据2010年美国人口普查，该市有人口48,744人。
西沙加緬度毗鄰加州首府沙加緬度，中間以沙加緬度河分開，西沙加緬度位於西岸，沙加緬度位於東岸，因此這兩個城市也位於兩個不同的郡，西沙加緬度位於優洛郡，而沙加緬度則位於沙加緬度郡。
西沙加緬度曾被美國市長聯會 () 於2014年，選為美國人口少於十萬人的城市裡，最適合居住的城市。
位於此的雷利球場 () 是美國職業棒球3A等級太平洋岸聯盟球隊沙加緬度河貓 (Sacramento River Cats) 的主場。